# Сохрановка (Чертковский район)
Сохрановка — село в Чертковском районе Ростовской области.
Административный центр Сохрановского сельского поселения.

## География

### Улицы
| - ул. Быстрицкая, - ул. Дачная, - ул. Дружба, - ул. Молодёжная, - ул. Первомайская, | - ул. Подгорная, - ул. Социалистическая, - ул. Степная, - ул. Школьная. - ул. Мира |

## История
Село Сохрановка основано в 1765 году. Первые поселенцы выходцы из Винницкой области. Село состояло сначала из 7 дворов. Название села Сохрановка произошло от её основателя Софрона, который получил за службу земельный надел. В госархиве Ростовской области документов об образовании села Сохрановка на учёте нет. В картотеке госархива взяты на учёт документы из фонда Комиссии для размежевания земель войска донского (ф.429, 1836—1878 гг.): о проведении топографической съемки поселка Сохранова, принадлежащего войсковому старшине А. Ханженкову (1845 г.) и другие о межевании поселка Сохрановского за 1866—1868 гг. Сообщаем Вам сведения о поселке Сохранове из дореволюционных справочников. В справочнике на 1897 год значится:

«Сохранов (Ханженков), поселок владельческий при реке Камышной.
Число дворов 82, число жителей мужского пола 534, женского 535. По сему довольствию протекает речка Камышная от севера к югу расстоянием, считая от вершины по всем её изгибам, на 11 верст 250 саж., ширину имеет от 2-х до 5-ти, а в некоторых местах, где имеет плеса, до 7-ми саж., в неё впадают балки: по левой стороне Оголева, Дубинина, Николина, Гринкова, Сухая, Дорошева, Назарова и вершина самой речки Кривоконовой, все они безводные, кроме двух последних.
Основание: ф.429, оп.2, д.42, л.18-20.»

## Население
По данным всероссийской переписи населения 2010 года в селе Сохрановка проживало 1310 человек:
| 2010 |
| ---- |
| 1310 |